# Бобровичское (озеро)
Бобровичское (бел. Бабровіцкае возера) — озеро в Ивацевичском районе Брестской области Беларуси. Близ озера находится деревня Бобровичи, город Ивацевичи расположен в 30 км.
Площадь озера — 9,47 км², длина береговой линии — 14,4 км, максимальная глубина — 8,0 м, средняя — 2,5 м. Основную площадь занимают глубины 2—4 м. Берега низкие, торфяные, поросшие кустарником. Территория водосбора — плоская низменность, наполовину покрыта лесами и кустарниками, наполовину болотами и заболоченной территорией. Канал Девятый соединяет озеро с рекой Гривдой.
Озеро богато рыбой (караси, карпы, толстолобик, лещ, щука, плотва, окунь). В 1970-е годы зарыблялось серебряным карасём, белым карпом, белым амуром и толстолобиком. Фитопланктон представлен 89 видами водорослей (в основном зелёные и сине-зелёные). Озеро сильно зарастает.
Вместе с Выгонощанским и окружающей территорией, Бобровичское озеро входит в заказник «Выгонощанское» площадью 43 тыс. га.